# Velika Baba
La Velika Baba est un sommet des Alpes, à 2 127 m d'altitude, dans les Alpes kamniques, à la frontière entre l'Autriche et la Slovénie.
La Baba est un des sommets septentrionaux du massif, située entre la vallée de la Vellach/Bela à l'est, et la vallée de Ravenska Kočna à l'ouest. Elle est sur la ligne de partage des eaux entre la Drave et la Save. Le sommet principal est la Velika Baba, sa crête sud descendant vers une brèche la séparant du Ledinski vrh (2 108 m). Au nord, elle est flanquée de la Mala Baba (2 018 m), après laquelle le faîte se prolonge jusqu'au col de l'alpage Jenko. En slovène parlé, baba est une appellation de la femme, velika étant la « grande », et mala la « petite ». Malgré la proximité du refuge Kranjska koča, l'ascension en randonnée alpine n'est pas des plus faciles. Depuis 1907, une trentaine d'itinéraires d'alpinisme, variantes comprises, a été tracée en versants ouest et nord-ouest, les longues voies dépassant les 700 m. Les ascensions de goulottes hivernales sont l'attrait principal de la Baba. Cependant, en raison d'une voie spitée et de difficulté ne dépassant pas le IV+ (cotation UIAA), la face ouest voit un trafic estival accru depuis les années 1990.

## Accès
Le col Jezersko sedlo, au sud-est du sommet, est le départ de la voie normale de randonnée alpine. Il est joignable soit depuis le fond de la vallée de la Vellach/Bela, soit depuis la vallée de Ravenska Kočna, au départ du refuge Kranjska koča. La crête nord commence à l'alpage Jenko (Jenk en allemand), qui est également accessible depuis les deux vallées. Les voies en face ouest sont accessibles depuis la vallée de Ravenska Kočna.

## Sources
- PzS (N° 266), GzS, Grintovci - 1 : 25 000, Ljubljana, 2005. -carte du Club alpin slovène.
- (sl) Tone Golnar, Davo Karničar... et al., Plezalni vodnik Jezersko, Ljubljana, Planinska zveza Slovenije, 1999 (ISBN 961-6156-15-2). -guide d'alpinisme pour Jezersko (Club alpin slovène).
- (sl) Gregor Kresal, Zimski vzponi, Ljubljana, Sidarta, 2007 (ISBN 978-961-6027-47-2). -guide de glace et mixte.
- (sl) Tine Mihelič, Rudi Zaman, Slovenske stene, Radovljica, Didakta, 2003 (ISBN 961-6463-47-0). -guide d'alpinisme et livre reconnu, couvrant les parois slovènes.